# Louis Charles du Chaffault de Besné
Pour les articles homonymes, voir Chaffault.
Louis Charles, comte du Chaffault de Besné, seigneur de Chambretaud, Meslay, la Goyère et autres terres, né le 29 février 1708 à Nantes et mort en cette même ville le 27 juin 1794 à la prison de Lusançay (manoir de la Hautière), est un lieutenant général des armées navales français. Originaire d'une famille noble nantaise, Louis Charles du Chaffault de Besné entre jeune dans la marine royale et se distingue une première fois au large du cap Finisterre pendant la guerre de Succession d'Autriche.
La paix revenue, il effectue plusieurs missions dans les Antilles et ravitaille les établissements de Nouvelle-France. Promu lieutenant général des armées navales, il commande, en cette qualité, à la bataille d'Ouessant en 1778, ce qui lui vaut son surnom de l'« homme d'Ouessant ». Retiré en son château de Meslay à La Guyonnière (en Vendée) à la Révolution, il encourage à partir de 1793 l'insurrection contre la Convention nationale. Il est arrêté et meurt à la prison de Lusançay le 27 juin 1794.

## Biographie

### Origines
Louis Charles du Chaffault de Besné est issu d'une ancienne famille noble originaire de Bretagne et du comté nantais, quoique depuis longtemps établie en Bas-Poitou, où elle possédait la terre de la Senardière, près de Montaigu ; celle de la Guignardière, près d'Avrillé, et d'autres domaines. Il est le deuxième des trois fils d'Alexis-Augustin, comte du Chaffault (1680-1740), seigneur de la Senardière et du Plessis-Besné, plus tard conseiller au parlement de Bretagne, et de Marie Boux de Saint-Mars, descendante de François Boux (v. 1512-1573), un médecin célèbre à Nantes, doyen de la faculté de médecine de Nantes, au XVIe siècle. Son frère ainé, Julien Gabriel du Chaffault (1707-1771), est, comme son père, conseiller au parlement de Bretagne.
Les du Chaffault étaient alliés aux d'Escoubleau de Sourdis et aux La Roche-Saint-André, deux familles poitevines qui, depuis près d'un siècle, se distinguaient dans la marine.
Il épouse sa cousine Pélagie de La Roche Saint-André, petite-fille du chef d'escadre Gilles de La Roche-Saint-André, le 7 janvier 1732 avec qui il a six enfants, parmi lesquels :
- Marie-Auguste du Chaffault (né le 19 octobre 1732 et mort le 22 juillet 1775). Lieutenant de vaisseau, il est blessé à la bataille d'Ouessant.
- Thérèse Charlotte du Chaffault (née le 7 janvier 1736 et morte le 13 février 1767), elle épouse Charles Louis de Royrand, seigneur de La Roussière.

### Carrière militaire

#### Débuts et jeunesse
Le jeune du Chaffault de Besné entre dans la « Royale » sous les ordres de son futur beau-père Louis-Gilles de La Roche Saint-André. Il intègre une compagnie de garde-marine le 15 novembre 1725, à l'âge de dix-sept ans. En 1728, il participe au bombardement de Tunis à bord de L'Astrée, commandée par le chevalier de Gouyon. Il se distingue de bonne heure et gravit les échelons de la hiérarchie militaire, il est promu enseigne de vaisseau le 10 juin 1733. En 1739, la France, souhaitant témoigner sa sympathie aux cours de Suède et de Danemark, envoie une escadre de quatre vaisseaux sous les ordres du marquis d'Antin, vice-amiral du Ponant. Du Chaffault sert dans cette escadre, à bord du Fleuron, commandé par Jean-André Barrailh. Dans son récit de la visite rendue au roi Frédéric Ier de Suède, le capitaine en second du Fleuron, le chevalier de Folligny écrit : « Il nous a dit qu'il était bien aise de voir à nos visages que l'air du pays nous était bon apparemment : l'embonpoint de Du Chaffault nous attirait ce compliment ».

#### Guerre de Succession d'Autriche

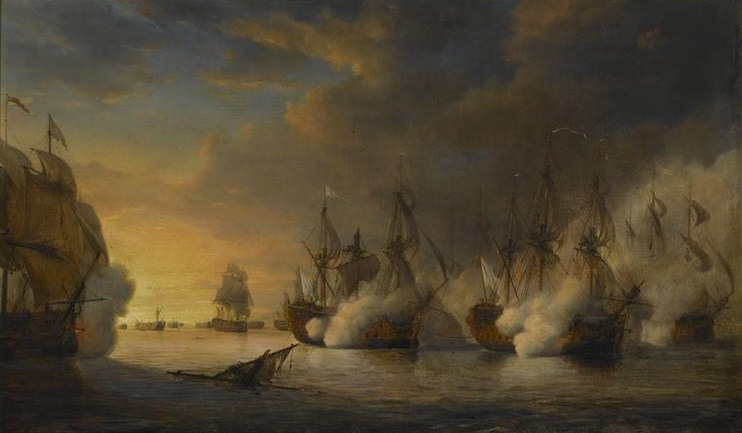
Combat de l'Intrépide s’élançant au secours du Tonnant, huile sur toile de Pierre-Julien Gilbert, 1836. Représentation de la bataille du cap Finisterre.

Promu lieutenant de vaisseau le 1er janvier 1746, il reçoit à Brest en février 1747 l'ordre d'armer deux frégates de 36 canons, l'Atalante, dont le commandement lui est confié, et La Syrène, commandée par le comte de Guichen pour aller croiser dans les eaux de Saint-Domingue. Du Chaffault, de deux ans l'ainé de Guichen, lui aussi lieutenant de vaisseau, reçoit le commandement de la division navale. Cette dernière quitte la rade de Brest le 28 mars, mais doit faire face à une terrible tempête. Le 13 avril, à l'ouest du Cap Finisterre, L'Atalante capture le Roi des Indes, un trois-mâts britannique parti des établissements de Caroline aux États-Unis avec du riz, du cuir et du bois à destination de Lisbonne. Du Chaffault confie à un de ses officiers le soin de la ramener dans un port de France. Le 18 avril, la flotte arrive en vue de Porto Santo, près de Madère, et, après une traversée de l'Atlantique au cours de laquelle elle passe à proximité d'un convoi anglais sans l'attaquer, elle rallie les Antilles le 16 mai et le Porto Santo deux jours plus tard. Les deux frégates reprennent la mer dès le 22 mai et capturent un corsaire britannique, le Clinton.
La même année, Du Chaffault de Besné est alors capitaine de pavillon du marquis de l'Estenduère, à bord du vaisseau amiral Tonnant. À la bataille du cap Finisterre, le 25 octobre 1747, L'Estenduère affronte les quinze vaisseaux de l'amiral britannique Hawke. Duchaffault est blessé au visage pendant le combat. Il est fait capitaine de vaisseau le 13 mai 1754, à 48 ans, et commande toujours L'Atalante.

#### Guerre de Sept Ans
Deux ans plus tard, en 1756, la guerre de Sept Ans éclate entre la France et l'Angleterre. Le 11 mars 1756 au matin, après quarante-trois jours de traversée, alors que du Chaffault commande L'Atalante dans la division du comte d'Aubigny, la flotte française attaque sur les atterrages de la Martinique un vaisseau anglais de 60 canons, nommé le HMS Warwick commandé par Molyneux Shuldham. Malgré l'énorme supériorité des forces françaises, le Warwick, après avoir essayé de soutenir le feu de l’Atalante, gagna au large avec de graves avaries ; puis, rejoint bientôt par la frégate, il amena son pavillon. L’Atalante remporte cette victoire sous les yeux de la division d'Aubigny, qui est demeurée spectatrice de la lutte sans y prendre part (11 mars 1756). Le lendemain, le Warwick est ramené à Fort-Royal. La division rentre en France. D'après Lapeyrouse-Bonfils :

« Louis XV écrivit de sa main une lettre des plus flatteuses au capitaine de L'Atalante, et les peintres du roi reçurent l'ordre de représenter ce fait d'armes dans un tableau destiné pour la galerie de Versailles. »

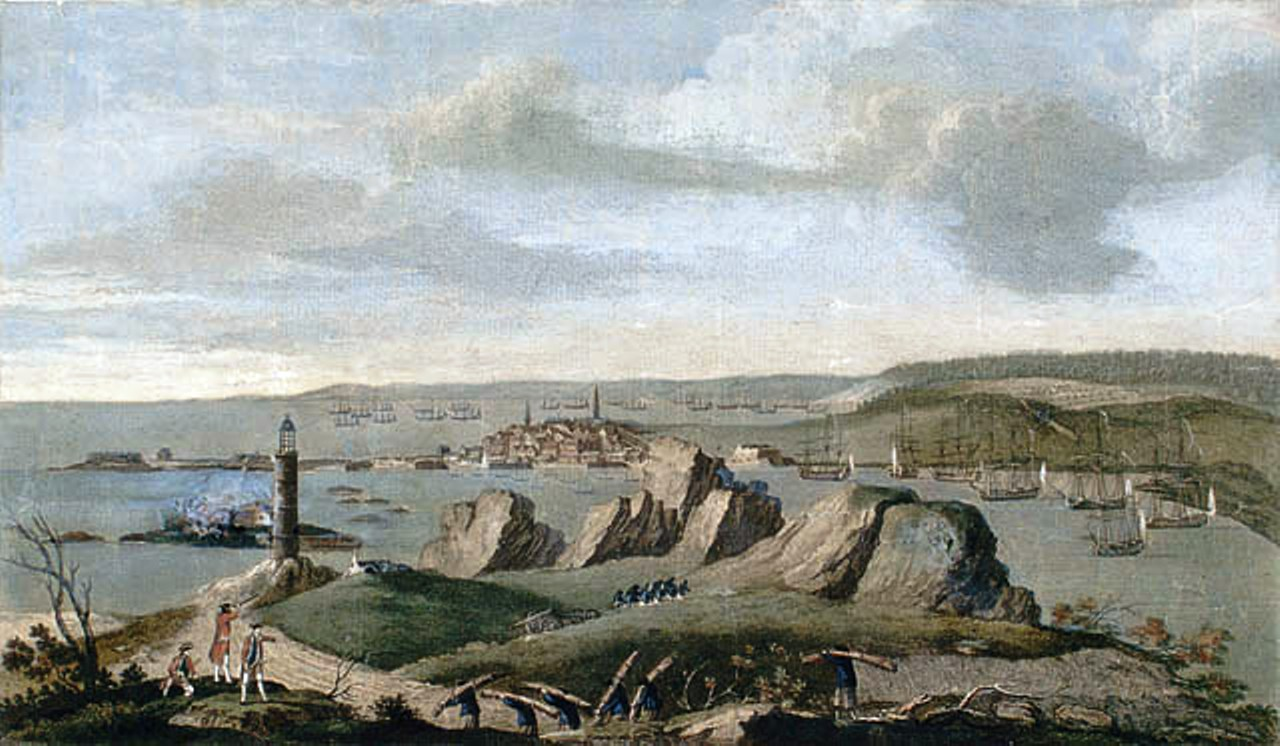
Une vue de Louisbourg assiégée, en 1758.

Mais la guerre s'est déplacée vers l'Amérique du Nord et du Chaffault est chargé de transporter des troupes au Canada. Il appareille de l'île d'Aix le 2 mai 1758, avec une division composée de cinq vaisseaux et trois frégates. Le 29 mai, l'escadre mouille à Port-Dauphin sur l'île Royale, elle trouve le port de Louisbourg bloqué par dix vaisseaux britannique, et débarque les troupes dans la baie Sainte-Anne. Ce secours tardif n'ayant pu empêcher la colonie de tomber au pouvoir des Britannique, du Chaffault revient en France. Il rencontre en chemin, à 66 milles environ nord - nord-ouest d'Ouessant, une escadre anglaise composée de sept vaisseaux et d'une frégate qu'il réussit à éviter et arrive sans encombre à Rochefort, le 12 novembre 1758.

#### Expéditions en Méditerranée
Il est promu au grade de chef d'escadre le 1er octobre 1764. En 1765, le Roi confie à du Chaffault une expédition contre les pirates salétiens. Le 31 mai, il mouille devant Salé à bord de L'Utile, accompagné de six frégates, deux bombardes et une barque, L'Hirondelle. Le 2 juin 1765, les bombardes s'approchent de terre et font tirer leurs mortiers, qui envoient leurs bombes sur la ville mais sans succès. Cependant, le lendemain, la mer est énorme ; l'escadre dérade en filant les câbles d'ancres, par le bout sur des bouées, et croise au large. Le 9 juin, les vigies annoncent l'arrivée d'un renfort, deux chebecs de Toulon : Le Caméléon et Le Singe, ce dernier commandé par une recrue, « gueulard, ventripotent, chercheur de plaies et bosses, tête chaude et fin manœuvrier[réf. nécessaire] » : le bailli Pierre-André de Suffren.
Il dirige sa flotte contre Larache, qu'il atteint le 23 juin, bombarde le port, en détruit les batteries et brûle quelques navires marocains, du 25 au 27 juin.
Les troupes françaises perdront 300 hommes dont 30 ou 40 officiers et gardes de la marine après avoir été encerclées par les troupes marocaines. La France devra payer un lourd tribut pour que le Maroc relâche les prisonniers. La flotte n'a pas pu récupérer les prisonniers ou bien infliger des représailles aux forces marocaines. Cet échec fait suite à la guerre de Sept Ans qui s'était terminée par une défaite. La défaite de Larache a conduit à une trêve et un traité entre la France et le Maroc en 1767. Les prisonniers français auraient participé à la construction de la ville d'Essaouira.
Il appareille pour Cadix le 29 juin.

#### Guerre d'indépendance des États-Unis

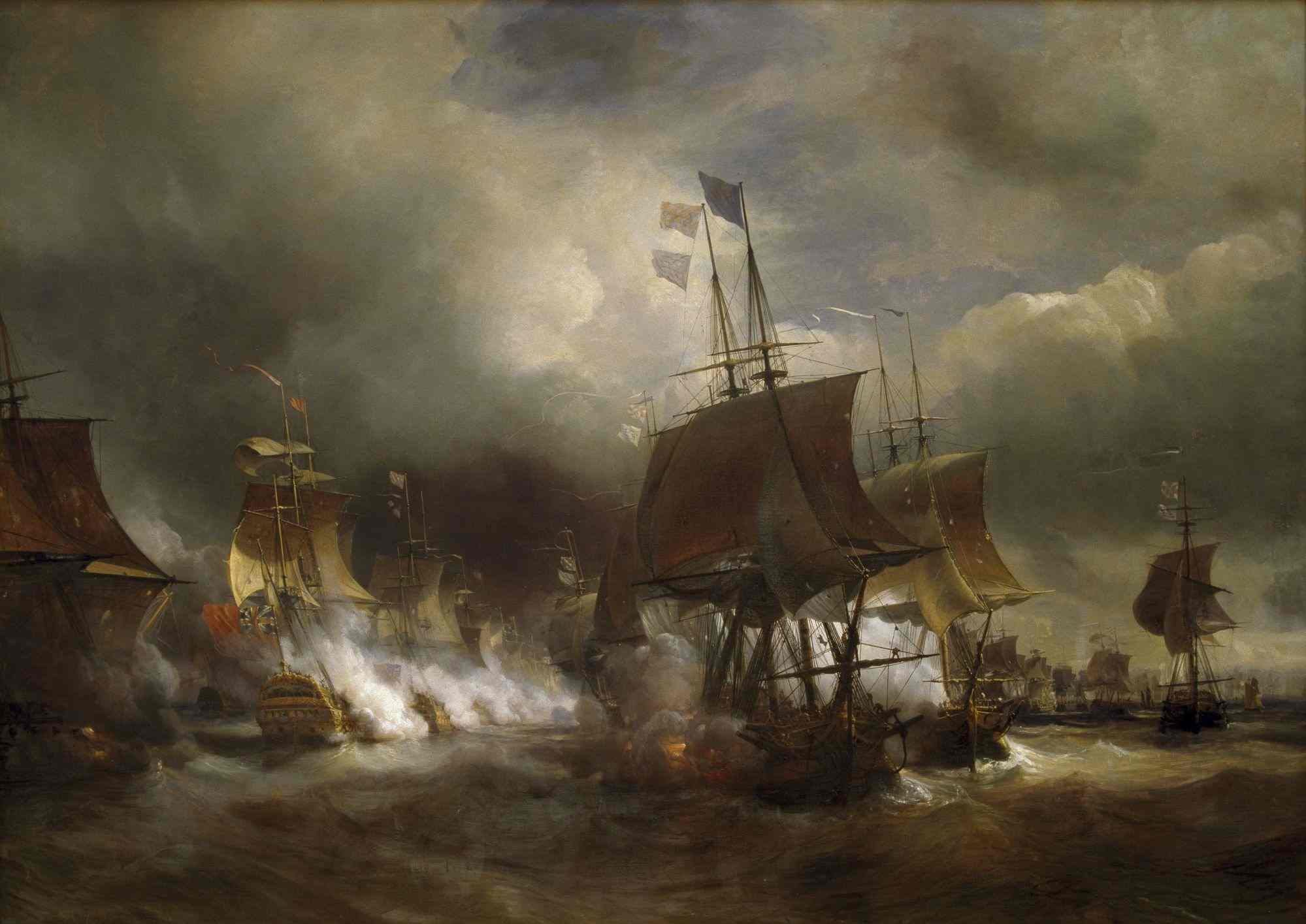
Combat d'Ouessant, juillet 1778, huile sur toile, par Théodore Gudin.

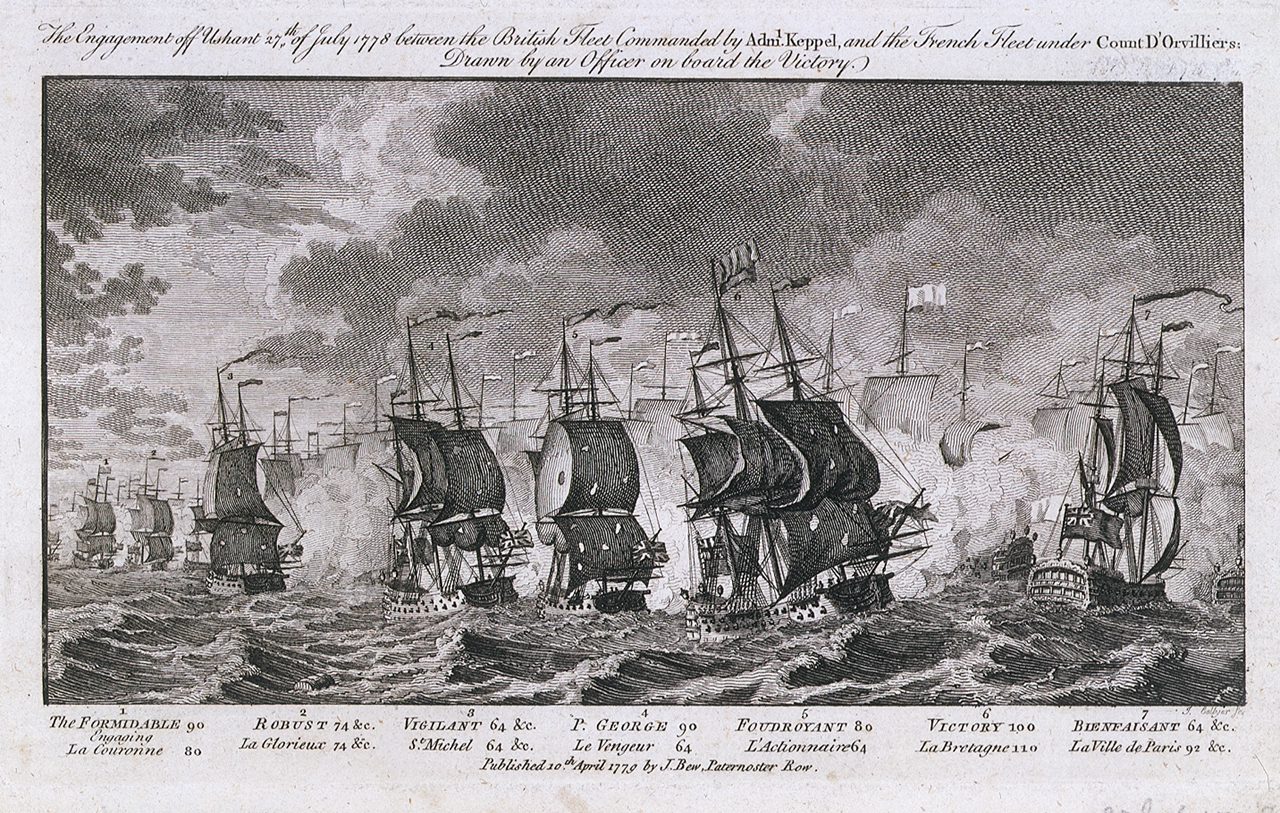
Vue générale du combat au centre avec les vaisseaux amiraux. Du Chaffault, qui commande la Couronne, est grièvement blessé lors du combat.

Il reçoit une pension de 6 000 livres sur le budget de l'ordre royal et militaire de Saint-Louis, par brevet du 22 mai 1775. Le 6 février 1777, il est nommé lieutenant général des armées navales et commande, en cette qualité, à la bataille d'Ouessant, l'avant-garde de l'armée française, à qui le hasard du combat fit jouer le rôle et tenir la place de l'arrière-garde. À bord de La Couronne, 80 canons, il est grièvement blessé d'un coup de mitraille à l'épaule et a en outre la douleur de voir son fils blessé à ses côtés. La nouvelle de son infortune parvient jusqu'à la famille royale qui s'en émeut et le roi lui octroie une pension de 3 000 livres « en considération de ses services, et de la blessure qu'il a  reçue au combat d'Ouessan ». Il ajoutera, en 1779, une pension de 300 livres au chirurgien Jean Lambinet « en considération de ses soins et du succès qu'il a eu dans le traitement de la blessure reçue par M. le comte du Chaffault au combat d'Ouessant ».
Feuillet de Conches, p. 28 écrit :

« Madame Élisabeth parle de la blessure du lieutenant général comte du Chaffault. En effet, notre avant-garde avait longtemps soutenu seule le feu de l'ennemi, et c'est en cherchant à dégager un de ses bâtiments que du Chaffault reçut un éclat de mitraille si terrible, qu'on trembla longtemps pour ses jours. On parvint enfin à lui extraire de l'épaule un morceau de fer pesant environ cinq onces; et depuis cette opération sa blessure prit un caractère plus consolant. « Ce pauvre M. du Chaffault, que je le plains ! » disait Marie-Antoinette, alarmée de la situation inquiétante de cet officier. « Je voudrais être oiseau pour aller lui servir de garde. »

Rétabli de ses blessures, du Chaffault reçoit, le 21 septembre 1779 , le commandement des flottes combinées de France et d'Espagne, en remplacement du comte d'Orvilliers, démissionnaire à la suite de la campagne infructueuse de l'été 1779 dans la Manche.
il refuse formellement, en août 1780, de servir à Cadix sous les ordres du comte Charles-Hector d'Estaing qui, pendant toute sa jeunesse, avait servi dans l'armée de terre en qualité de colonel d'infanterie, puis de brigadier des armées du Roi ; qui, prisonnier des Anglais dans l'Inde, et libre sur parole, avait, au mépris de son engagement, repris sur-le-champ les armes ; et qui enfin, était devenu vice-amiral, a toujours été contesté par les officiers, aimé par les matelots. Du Chaffault est alors le second officier général à opposer un pareil refus. En 1779, le chevalier de Ternay, qui était prêt à partir pour l'Inde, avait préféré perdre le commandement de la flotte que de servir sous un tel chef. Inflexible, le 18 août 1780, du Chaffault écrit une lettre pour motiver son refus : « Mon honneur est le seul bien qui me soit cher. »

### Retraite et emprisonnement
Il se retire en Vendée, dans le château de Meslay, qu'il possédait en la paroisse de La Guyonnière près de Montaigu, et consacre ses loisirs à l'agriculture, à l'architecture et à la bienfaisance.
Malgré son âge avancé, le Comité de la marine lui confère le titre de vice-amiral le 15 mai 1791, sans parvenir à obtenir ses sympathies. Il encourage l'insurrection vendéenne. Pendant le combat de Montaigu, le 30 septembre 1793, on vit le vieil amiral, tout invalide qu'il était, donner des ordres par sa fenêtre, et diriger la partie du combat qui avait lieu devant lui. L'officier républicain Chavagnes le fait arrêter à Meslay et l'envoie à Nantes. Sur ordre du comité révolutionnaire de Nantes, il est conduit au château de Luzançay. Malade, il fait parvenir des lettres au représentant du peuple, afin de réclamer sa libération.
Mais cette lettre reste sans effet. Dans sa Biographie universelle, Michaud décrit sa captivité :

« Vieillard plus qu'octogénaire mais fort et robuste, il avait une figure vénérable et de très beaux cheveux blancs. Ses compagnons d'infortune eurent bientôt des droits à ses soins, à ses veilles, aux débris de sa fortune. Des Américains, des Irlandais, des Suédois, des Allemands, détenus avec lui, respectaient dans sa personne le caractère et l'honneur français, que les révolutionnaires français cherchaient à leur rendre odieux. Un savetier, un soldat de la compagnie Marat, eut un jour l'insolence d'aller s’asseoir dans la chambre du comte du Chaffault et lui dit, en fumant sa pipe, et le tutoyant avec l'arrogance de ces temps déployables : ton château vient d'être brulé. Les trésors que tu avais enfouis ont été découverts et confisqués. Le vieillard parut recevoir cette nouvelle avec assez d'indifférence ; mais il ne pouvait s'accoutumer aux cris épouvantables des malheureux qu'on engloutissait dans la Loire. C'est sous les fenêtres de sa prison que se faisaient les « noyades ». Le comité ne répondit à aucune de ses pétitions : son nom, ses services, ses vertus étaient de trop grands crimes. Il tomba malade dans le dixième mois de sa captivité et mourut quelques jours avant le 9 thermidor, à quatre-vingt sept ans, plus encore de chagrin et d'ennui que de son grand âge et des suites de son ancienne blessure, qu'on pansait tous les jours. »

Il meurt, le 24 juin 1794, après deux mois de captivité, à l'âge de quatre-vingt-six ans. Sa tombe se trouve au cimetière Miséricorde. Son portrait figure dans les galeries historiques du château de Versailles.

## Armoiries
| Les armes de la Famille du Chaffault) | Famille du Chaffault - de sinople au lion d’or armé, lampassé et couronné de gueules. |

## Honneurs et postérité
Plusieurs voies ont été nommées en son honneur :
- La rue du Chaffault, dans le 12e arrondissement de Paris
- La rue Amiral-du-Chaffault à Nantes, ville dans laquelle une station de tramway porte également son nom. Une statue « Amiral du Chaffault » a été érigée non loin de là, près de l'école de marine marchande, place de Jacksonville.
- Un domaine de production de vin (muscadet et grolleau) avec un château portait son nom à Bouguenais jusqu'à l'agrandissement du parc d'activités du Chaffault peu après 2005.
- En 1993, un trésor de 1742 louis et double louis d'or est découvert à La Guyonnière[26] et son identification au trésor qu'aurait caché l'amiral avant d'être arrêté sous la Révolution est suffisamment étayée par ses descendants pour que ceux-ci gagnent, en 2000, le procès par lequel ils en réclamaient la restitution. Ils perdent néanmoins en appel en 2004 [27],[28].

## Ouvrages
- Signaux de nuit, pour l'escadre du roi, commandée par Monsieur Duchaffault, imprimerie de Romain Malassis, Brest, 1776, 21 p.

### Sources et bibliographie
- Pierre Larousse, Grand dictionnaire universel du XIXe siècle
- Mercure de France sur Google Livres, 1733
- « Liste des officiers, officiers-mariniers, matelots, mousses et soldats tués ou blessés dans le combat d'Ouessant le 27 du mois dernier », Gazette de France, no 65,‎ 14 août 1778, p. 295 (lire en ligne)
- État nominatif des pensions sur le trésor royal, vol. 1, Imprimerie nationale, 1789 (présentation en ligne), p. 288
- Louis-Gabriel Michaud, Biographie universelle, ancienne et moderne, vol. 7, Paris, Michaud frères, 1813 (présentation en ligne), p. 615-616
- Léon Guérin, « Règne de Louis XVI », dans Histoire maritime de France depuis la guerre de Nimègue jusqu'à nos jours, vol. 2, Paris, Abel Ledoux, 1843 (lire en ligne), p. 512
- Léonard-Léonce Lapeyrouse-Bonfils, Histoire de la Marine française, t. 2, Paris, Dentu, 1845 (lire en ligne)
- Prosper Levot, Biographie bretonne, vol. 1, Cauderan, 1852 (présentation en ligne)
- Revue des provinces de l'Ouest (Bretagne, Poitou et Anjou), vol. 6, 1858 (lire en ligne), p. 674–676
- Félix-Sébastien Feuillet de Conches, Louis XVI, Marie-Antoinette et Madame Élisabeth : lettres et documents inédits, t. 3, Paris, Henri Plon, 1865 (présentation en ligne)
- De la Chenaye-Desbois et Badier, Dictionnaire de la noblesse, t. 7, Paris, Schlesinger frères, 1865, 3e éd. (présentation en ligne), p. 52
- Prosper Levot et Alfred Doneaud, Les gloires maritimes de la France : notices biographiques sur les plus célèbres marins, découvreurs, astronomes, ingénieurs, hydrographes, médecins, administrateurs, etc., Paris, Arthus Bertrand, 1866, 559 p. (lire en ligne), p. 82
- Louis Édouard Chevalier, Histoire de la marine française pendant la guerre de l'indépendance américaine, précédée d'une étude sur la marine militaire de la France et sur ses institutions depuis le commencement du XVIIe siècle jusqu'à l'année 1877, Paris, éditions Hachette, 1877 (lire en ligne)
- Charles Dugast-Matifeux, Duchaffault : marin-laboureur, 1881-1890 (lire en ligne), p. 221-252
- Georges Lacour-Gayet, La Marine militaire de la France sous le règne de Louis XV, Honoré Champion éditeur, 1910 (1re éd. 1902) (lire en ligne)
- Georges Lacour-Gayet, La marine militaire de France sous le règne de Louis XVI, Paris, Honoré Champion, 1905 (lire en ligne)
- Paul Chack, « L'homme d'Ouessant : Du Chaffault », dans Marins à la bataille : Des origines au XVIIIe siècle, Paris, Le Gerfaut, 2001 (1re éd. 1931) (présentation en ligne), p. 187-420
- Henry de Suyrot, Louis Charles du Chaffault, comte de Besné : lieutenant-général des armées navales, gentilhomme vendéen, 29 février 1708-26 juin 1794, Nantes, Aux Portes du large, 1947
- Jacques Aman (préf. Michel Mollat du Jourdin), Les officiers bleus de la marine française au XVIIIe siècle, Genève, librairie Droz, 1973 (présentation en ligne)
- Michel Vergé-Franceschi (dir.), Dictionnaire d'histoire maritime, Paris, éditions Robert Laffont, coll. « Bouquins », 2002 (ISBN 978-2-221-09744-1)
- Étienne Taillemite, Dictionnaire des marins français, éditions Tallandier, 2002